# Durée des mandats politiques
Le mandat politique constitue un objet d'étude et de recherche pour les constitutionnalistes et les spécialistes de sciences politiques depuis de très nombreuses années et les caractères principaux de ceux-ci ont été reconnus de longue date;). Cependant, parmi ces caractères, celui relatif à leur durée a été longtemps ignoré. Ce n'est, en effet, que relativement récemment que la durée des mandats politiques a fait l'objet de développements dans le domaine des sciences politiques, tout d'abord, puis dans le champ du droit constitutionnel. Si la durée des mandats politiques n'a constitué qu'une notion purement factuelle sans autre intérêt que de constituer un premier indicateur du caractère démocratique du régime politique en cause ou de l'institution considérée, il semble que la notion soit en passe de connaître une importante revalorisation dans le champ constitutionnel et politique. De fait, la durée des mandats politiques exprime un équilibre entre les libertés politiques reconnues aux citoyens et aux partis politiques et les marges de manœuvre accordées aux titulaires des pouvoirs politiques. On ne peut juger de la légitimité de la durée d'un mandat qu'en étudiant son apport dans la réalisation d'un rythme politique qui allie respect de la démocratie et efficacité gestionnaire.

## Dans le monde
Ce tableau indique la durée des mandats dans le monde, pour le chef d'État ou de gouvernement ainsi que pour les chambres haute (si existante) et basse, dans le cas d'élections à date fixe. Les durées sont indiquées en années.
La mention « Pas de durée définie » indique que le ou les titulaires peuvent siéger pour une durée indéterminée, et ce jusqu'à leur décès, abdication, démission, retraite ou destitution.
Dans les cas où le chef du gouvernement est une personne différente du chef d'État, son mandat est identique à celui de la chambre qui l'a élu : le parlement si elle est unicamérale, ou le plus souvent la chambre basse si elle est bicamérale, à moins qu'elle fasse l'objet d'une motion de censure.
| État                             | Chef d'État / Chef de gouvernement                               | Membres de la chambre haute | Membres de la chambre basse |
| -------------------------------- | ---------------------------------------------------------------- | --------------------------- | --------------------------- |
| Afghanistan                      | 5                                                                | 3, 4 et 5                   | 5                           |
| Afrique du Sud                   | 5                                                                | 5                           | 5                           |
| Albanie                          | 5                                                                | NC                          | 4                           |
| Algérie                          | 5                                                                | 6                           | 5                           |
| Allemagne                        | 5                                                                | 4 à 5                       | 4                           |
| Andorre                          | Pas de durée définie (Évêque d'Urgell) ; 5 (Président de France) | NC                          | 4                           |
| Angola                           | 5                                                                | NC                          | 5                           |
| Antigua-et-Barbuda               | Pas de durée définie                                             | 5                           | 5                           |
| Arabie saoudite                  | Pas de durée définie                                             | NC                          | 4                           |
| Argentine                        | 4                                                                | 6                           | 4                           |
| Arménie                          | 5                                                                | NC                          | 5                           |
| Australie                        | Pas de durée définie                                             | 6                           | 3                           |
| Autriche                         | 6                                                                | 4 à 6                       | 5                           |
| Azerbaïdjan                      | 5                                                                | NC                          | 5                           |
| Bahamas                          | Pas de durée définie                                             | 5                           | 5                           |
| Bahreïn                          | Pas de durée définie                                             | 4                           | 4                           |
| Bangladesh                       | 5                                                                | NC                          | 5                           |
| Barbade                          | Pas de durée définie                                             | 5                           | 5                           |
| Belgique                         | Pas de durée définie                                             | 5                           | 5                           |
| Bénin                            | 5                                                                | NC                          | 5                           |
| Bhoutan                          | Pas de durée définie                                             | 5                           | 5                           |
| Biélorussie                      | 5                                                                | 4                           | 4                           |
| Birmanie                         | 5                                                                | 5                           | 5                           |
| Bolivie                          | 5                                                                | 5                           | 5                           |
| Bosnie-Herzégovine               | 4                                                                | 4                           | 4                           |
| Botswana                         | 5                                                                | NC                          | 5                           |
| Brésil                           | 4                                                                | 8                           | 4                           |
| Brunei                           | Pas de durée définie                                             | NC                          | 5                           |
| Bulgarie                         | 5                                                                | NC                          | 4                           |
| Burkina Faso                     | 5                                                                | 6                           | 5                           |
| Burundi                          | 7                                                                | 5                           | 5                           |
| Cambodge                         | Pas de durée définie                                             | 6                           | 5                           |
| Cameroun                         | 7                                                                | 5                           | 5                           |
| Canada                           | Pas de durée définie                                             | Pas de durée définie        | 5                           |
| Cap-Vert                         | 5                                                                | NC                          | 5                           |
| République centrafricaine        | 5                                                                | NC                          | 5                           |
| Chili                            | 4                                                                | 8                           | 4                           |
| Chine                            | 5                                                                | NC                          | 5                           |
| Chypre                           | 5                                                                | NC                          | 5                           |
| Colombie                         | 4                                                                | 4                           | 4                           |
| Comores                          | 5                                                                | NC                          | 5                           |
| République du Congo              | 5                                                                | 6                           | 5                           |
| République démocratique du Congo | 5                                                                | 5                           | 4                           |
| Corée du Nord                    | 5                                                                | NC                          | 5                           |
| Corée du Sud                     | 5                                                                | NC                          | 4                           |
| Costa Rica                       | 4                                                                | NC                          | 4                           |
| Côte d'Ivoire                    | 5                                                                | 5                           | 5                           |
| Croatie                          | 5                                                                | NC                          | 4                           |
| Cuba                             | 5                                                                | NC                          | 5                           |
| Danemark                         | Pas de durée définie                                             | NC                          | 4                           |
| Djibouti                         | 5                                                                | NC                          | 5                           |
| République dominicaine           | 4                                                                | 4                           | 4                           |
| Dominique                        | 5                                                                | NC                          | 5                           |
| Équateur                         | 4                                                                | NC                          | 4                           |
| Égypte                           | 6                                                                | 5                           | 5                           |
| Émirats arabes unis              | Pas de durée définie                                             | NC                          | 4                           |
| Espagne                          | Pas de durée définie                                             | 4                           | 4                           |
| Estonie                          | 5                                                                | NC                          | 4                           |
| Eswatini                         | Pas de durée définie                                             | 5                           | 5                           |
| États-Unis                       | 4                                                                | 6                           | 2                           |
| Éthiopie                         | 6                                                                | NC                          | 5                           |
| Fidji                            | Pas de durée définie                                             | NC                          | 4                           |
| Finlande                         | 6                                                                | NC                          | 4                           |
| France                           | 5                                                                | 6                           | 5                           |
| Gabon                            | 7                                                                | 6                           | 5                           |
| Gambie                           | 5                                                                | NC                          | 5                           |
| Géorgie                          | 5                                                                | NC                          | 4                           |
| Ghana                            | 4                                                                | NC                          | 4                           |
| Grèce                            | Pas de durée définie                                             | NC                          | 4                           |
| Grenade                          | Pas de durée définie                                             | 5                           | 5                           |
| Guatemala                        | 4                                                                | NC                          | 4                           |
| Guinée                           | 5                                                                | NC                          | 5                           |
| Guinée-Bissau                    | 5                                                                | NC                          | 5                           |
| Guinée équatoriale               | 7                                                                | NC                          | 5                           |
| Guyana                           | 5                                                                | NC                          | 5                           |
| Haïti                            | 5                                                                | 6                           | 4                           |
| Honduras                         | 4                                                                | NC                          | 4                           |
| Hongrie                          | 5                                                                | NC                          | 4                           |
| Inde                             | 5                                                                | 6                           | 5                           |
| Indonésie                        | 5                                                                | 5                           | 5                           |
| Iran                             | 4                                                                | NC                          | 4                           |
| Irak                             | 4                                                                | NC                          | 4                           |
| Irlande                          | 7                                                                | 5                           | 5                           |
| Islande                          | 4                                                                | NC                          | 4                           |
| Israël                           | 4                                                                | NC                          | 4                           |
| Italie                           | 7                                                                | 5                           | 5                           |
| Jamaïque                         | Pas de durée définie                                             | 5                           | 5                           |
| Japon                            | Pas de durée définie                                             | 6                           | 4                           |
| Jordanie                         | Pas de durée définie                                             | 4                           | 4                           |
| Kazakhstan                       | 5                                                                | 6                           | 5                           |
| Kenya                            | 5                                                                | 5                           | 5                           |
| Kirghizistan                     | 6                                                                | NC                          | 5                           |
| Kiribati                         | 4                                                                | NC                          | 4                           |
| Koweït                           | Pas de durée définie                                             | NC                          | 4                           |
| Laos                             | 5                                                                | NC                          | 5                           |
| Lesotho                          | Pas de durée définie                                             | 5                           | 5                           |
| Lettonie                         | 4                                                                | NC                          | 4                           |
| Liban                            | 4                                                                | NC                          | 4                           |
| Liberia                          | 6                                                                | 9                           | 6                           |
| Liechtenstein                    | Pas de durée définie                                             | NC                          | 4                           |
| Lituanie                         | 5                                                                | NC                          | 4                           |
| Luxembourg                       | Pas de durée définie                                             | NC                          | 5                           |
| Macédoine du Nord                | 5                                                                | NC                          | 4                           |
| Madagascar                       | 5                                                                | 4                           | 4                           |
| Malaisie                         | Pas de durée définie                                             | 3                           | 5                           |
| Malawi                           | 5                                                                | NC                          | 5                           |
| Maldives                         | 5                                                                | NC                          | 5                           |
| Mali                             | 5                                                                | NC                          | 5                           |
| Malte                            | 5                                                                | NC                          | 5                           |
| Maroc                            | Pas de durée définie                                             | 6                           | 5                           |
| Îles Marshall                    | 4                                                                | NC                          | 4                           |
| Maurice                          | 5                                                                | NC                          | 5                           |
| Mauritanie                       | 5                                                                | NC                          | 5                           |
| Mexique                          | 6                                                                | 6                           | 3                           |
| États fédérés de Micronésie      | 4                                                                | 4                           | 2                           |
| Moldavie                         | 4                                                                | NC                          | 4                           |
| Monaco                           | Pas de durée définie                                             | NC                          | 5                           |
| Mongolie                         | 4                                                                | NC                          | 4                           |
| Monténégro                       | 5                                                                | NC                          | 4                           |
| Mozambique                       | 5                                                                | NC                          | 5                           |
| Namibie                          | 5                                                                | 6                           | 5                           |
| Nauru                            | 3                                                                | NC                          | 3                           |
| Népal                            | 5                                                                | 6                           | 5                           |
| Nicaragua                        | Pas de durée définie                                             | NC                          | 5                           |
| Niger                            | 5                                                                | NC                          | 5                           |
| Nigeria                          | 4                                                                | 4                           | 4                           |
| Norvège                          | Pas de durée définie                                             | NC                          | 4                           |
| Nouvelle-Zélande                 | Pas de durée définie                                             | NC                          | 3                           |
| Oman                             | Pas de durée définie                                             | 4                           | 4                           |
| Ouganda                          | 5                                                                | NC                          | 5                           |
| Ouzbékistan                      | 5                                                                | 5                           | 5                           |
| Pakistan                         | 5                                                                | 6                           | 5                           |
| Palaos                           | 4                                                                | 4                           | 4                           |
| Palestine                        | 4                                                                | NC                          | 4                           |
| Panama                           | 5                                                                | NC                          | 5                           |
| Papouasie-Nouvelle-Guinée        | Pas de durée définie                                             | NC                          | 5                           |
| Paraguay                         | 5                                                                | 5*                          | 5                           |
| Pays-Bas                         | Pas de durée définie                                             | 4                           | 4                           |
| Pérou                            | 5                                                                | NC                          | 5                           |
| Philippines                      | 6                                                                | 6                           | 3                           |
| Pologne                          | 5                                                                | 4                           | 4                           |
| Portugal                         | 5                                                                | NC                          | 4                           |
| Qatar                            | Pas de durée définie                                             | NC                          | 4                           |
| Roumanie                         | 5                                                                | 4                           | 4                           |
| Royaume-Uni                      | Pas de durée définie                                             | 5                           | 5                           |
| Russie                           | 6                                                                | NC                          | 5                           |
| Rwanda                           | 5                                                                | NC                          | 5                           |
| Saint-Christophe-et-Niévès       | Pas de durée définie                                             | NC                          | 5                           |
| Saint-Marin                      | 6 mois                                                           | NC                          | 5                           |
| Saint-Vincent-et-les-Grenadines  | Pas de durée définie                                             | NC                          | 5                           |
| Sainte-Lucie                     | Pas de durée définie                                             | NC                          | 5                           |
| Îles Salomon                     | Pas de durée définie                                             | NC                          | 4                           |
| Salvador                         | 5                                                                | NC                          | 3                           |
| Samoa                            | Pas de durée définie                                             | NC                          | 5                           |
| Sao Tomé-et-Principe             | 5                                                                | NC                          | 4                           |
| Sénégal                          | 5                                                                | 5                           | 5                           |
| Serbie                           | 5                                                                | NC                          | 4                           |
| Seychelles                       | 5                                                                | NC                          | 5                           |
| Sierra Leone                     | 5                                                                | NC                          | 5                           |
| Singapour                        | 6                                                                | NC                          | 5                           |
| Slovaquie                        | 5                                                                | NC                          | 4                           |
| Slovénie                         | 5                                                                | 5                           | 4                           |
| Somalie                          | 4                                                                | NC                          | 4                           |
| Soudan                           | 5                                                                | 5                           | 5                           |
| Soudan du Sud                    | 5                                                                | NC                          | 4                           |
| Sri Lanka                        | 5                                                                | NC                          | 5                           |
| Suriname                         | 5                                                                | NC                          | 5                           |
| Suède                            | Pas de durée définie                                             | NC                          | 4                           |
| Suisse                           | 4                                                                | 4                           | 4                           |
| Syrie                            | 7                                                                | NC                          | 4                           |
| Tadjikistan                      | 7                                                                | 5                           | 5                           |
| Taïwan                           | 4                                                                | NC                          | 4                           |
| Tanzanie                         | 5                                                                | NC                          | 5                           |
| Tchad                            | 5                                                                | NC                          | 4                           |
| République tchèque               | 5                                                                | 6                           | 4                           |
| Thaïlande                        | Pas de durée définie                                             | 6                           | 4                           |
| Timor oriental                   | 5                                                                | NC                          | 5                           |
| Togo                             | 5                                                                | NC                          | 5                           |
| Tonga                            | Pas de durée définie                                             | NC                          | 5                           |
| Trinité-et-Tobago                | 5                                                                | 5                           | 5                           |
| Tunisie                          | 5                                                                | NC                          | 5                           |
| Turkménistan                     | 5                                                                | NC                          | 5                           |
| Turquie                          | 5                                                                | NC                          | 4                           |
| Tuvalu                           | Pas de durée définie                                             | NC                          | 4                           |
| Ukraine                          | 5                                                                | NC                          | 4                           |
| Uruguay                          | 5                                                                | 5                           | 5                           |
| Vanuatu                          | Pas de durée définie                                             | NC                          | 4                           |
| Vatican                          | Pas de durée définie                                             | NC                          | 5                           |
| Venezuela                        | 6                                                                | NC                          | 5                           |
| Viêt Nam                         | 5                                                                | NC                          | 5                           |
| Yémen                            | 7                                                                | NC                          | 6                           |
| Zambie                           | 5                                                                | NC                          | 5                           |
| Zimbabwe                         | 5                                                                | 5                           | 5                           |

## Notion de représentation
La consubstantialité entre les notions de durée des mandats et de représentation se vérifie dans la mesure où la notion de représentation impose une limite de la durée des mandats. Complémentairement, et en sens inverse, l'amenuisement de la durée des mandats trouve sa limite dans la notion même de représentation.

### La théorie de la représentation impose une limite temporelle au mandat représentatif
L'élu n'est, en aucune façon, propriétaire de son mandat. Il n'en est que le dépositaire temporaire. Et cette limite temporelle s'exprime dans la durée pour laquelle le mandat électif est accordé. À son terme, le mandat est remis en jeu par l'organisation de nouvelles élections qui désigneront un nouveau titulaire de la charge ou la reconduction du mandataire sortant si celui-ci est admis à présenter, à nouveau, sa candidature et bénéficie du renouvellement de la confiance des électeurs. Ainsi, et à titre d'exemple, le dictionnaire constitutionnel indique, au sujet du mandat présidentiel: « On désigne ainsi la mission à durée déterminée dont est investie la personne élue par le peuple ou ses représentants pour assumer la charge de président de la République. » Dans le même sens, le petit lexique parlementaire disponible sur le site de l'Assemblée nationale française consacre un article à la notion de mandat.

### La théorie de la représentation constitue une limite à la baisse de la durée des mandats politiques
On touche ici à la différence existante entre mandat représentatif et mandat impératif. En effet, si le mandat accordé est court, l'élu ne bénéficiera pas de l'autonomie de décision suffisante par rapport à son électorat et le contrôle exercé par celui-ci bridera sa liberté de décision. Il en est ainsi aux États-Unis d'Amérique pour l'élection des Représentants, élus pour deux ans renouvelables ainsi que, dans un contexte institutionnel différent, pour les mandats exécutifs suisses. Dans la riche histoire constitutionnelle française, les constitutions de 1791 et de 1793 ont permis de mettre en exergue les inconvénients de mandats politiques trop courts. En tournant le dos à la théorie de la souveraineté populaire chère à J.J. Rousseau, la France a embrassé la logique de la souveraineté nationale et inscrit dans sa culture constitutionnelle pérenne l'interdiction du mandat impératif. C'est la raison pour laquelle la constitution du 4 octobre 1958 dispose, dans son article 27, que « Tout mandat impératif est nul. »

## Trois fonctions essentielles à la vie démocratique

### Donner aux élus le temps nécessaire à la mise en œuvre de leur programme
La durée d'un mandat constitue une garantie accordée aux élus qui leur permet de programmer leur action gouvernementale ou législative dans le temps qui leur est imparti. Si le mouvement général est à l'amenuisement de la durée des mandats au motif que cette limitation est gage du caractère démocratique du régime politique concerné, des voix se sont élevées en sens inverse pour affirmer qu'une durée plus longue est nécessaire à l'efficacité de l'action publique. Les responsables politiques sont, en effet, confrontés à des problématiques demandant le recours à une longue période: problèmes environnementaux, problèmes socio-démographiques - santé, éducation, retraite...

### Permettre la participation régulière des citoyens à la vie politique
Le caractère démocratique d'un régime politique se reconnaît à la possibilité ouverte aux citoyens d'intervenir régulièrement dans la vie politique en choisissant leurs représentants dans les fonctions exécutives ou délibératives des échelons centraux, régionaux ou locaux de la vie publique. La Déclaration Universelle des Droits de l'Homme de 1948 puis les Pactes sur les droits civils et politiques de 1966 adoptés par les Nations unies établissent la nécessité de ces consultations électorales régulières. Au niveau européen, le Protocole additionnel à la Convention européenne de sauvegarde des droits de l'Homme, adopté en 1952 reconnait également cette nécessité.

### Donner son rythme à la vie politique
La durée des mandats politiques constitue un élément important du calendrier politique d'une société et de la prévisibilité des échéances politiques principales. Les partis politiques, dont la tâche principale est d'exprimer les différents courants politiques et d'organiser leurs présentations aux voix des électeurs, doivent connaître les dates des échéances électorales de façon à pouvoir développer leurs stratégies selon un calendrier préalablement défini.

## Attribut dynamique de chaque charge élective

### La durée des mandats politiques influence la substance du mandat
Au premier abord, la durée du mandat a peu à voir avec la substance même du mandat. Les deux notions font généralement l'objet de dispositions bien distinctes qui ne devraient emporter aucune ambiguïté. Pourtant, l'exemple du quinquennat présidentiel en France prouve que la durée des mandats influence la manière dont les mandats politiques sont accomplis. Ainsi, le passage de septennat au quinquennat présidentiel a des conséquences sur la substance du mandat présidentiel mais également sur la matérialité des autres mandats institutionnels. Le mandat des députés, la charge du Premier Ministre ont subi, d'une manière indubitable, les contrecoups de l'institution du quinquennat présidentiel. Selon la même logique, le président des États-Unis développe son action politique en fonction de son mandat quadriennal d'une part et des élections législatives de mi-mandat. Ces élections donnent lieu au renouvellement de la totalité de la Chambre des Représentants et du tiers du Sénat. Elles peuvent être l'occasion d'un basculement de majorité dans les deux chambres, circonstance essentielle pour la suite du mandat présidentiel.

### La durée des mandats politiques fait système
Les différentes durées des mandats d'un même régime politique font système entre eux, d'une part, et avec les autres institutions du régime considéré, d'autre part. Ce lien entre les durées des différents mandats est parfaitement lisible dans le cas des USA. Il le devient en France, pays dans lequel le rapprochement des mandats présidentiel et législatifs tend à imposer un rythme politique de cinq ans alors que, par ailleurs, le mandat sénatorial de six ans rapproche cette institution des collectivités territoriales autour d'un rythme de six années.